# BLK Art Group
El BLK Grupo de Arte era el nombre escogido en 1982 por un grupo de cuatro artistas conceptuales influyentes, pintores, escultores y artistas de instalaciones en el Reino Unido. Keith Piper, Marlene Smith, Eddie Cuartos y Donald Rodney basado inicialmente en Midlands.
El grupo provenía enteramente de la comunidad del Caribe africano británico y exhibió en un número de exposiciones grupales tanto en galerías pequeñas como prestigiosas en todo el país. Su trabajo se destacó por su atrevido mensaje político, produciendo arte conceptual dinámico que ofreció una serie de críticas novedosas del estado de relaciones intercomunitarias y relaciones de género en el Reino Unido. Han sido influenciados por una variedad de corrientes artísticas que incluyen las ideas asociadas con el movimiento de Artes Negras de los Estados Unidos. Donald Rodney, quien adoleció anemia de célula de la hoz (anemia), falleció a  los 36 años en 1998.

## Impacto institucional
En 1982–83 el BLK grupo de arte está exhibido en "Pan -Afrikan Conexión" que se presentó  desde "Trent Polytechnic" en Nottingham; Galería "King Street " en Bristol; hasta el Centro de África en Londres. En 1983–84 la exposición itinerante El BLK Grupo de Arte se  presentó en la Galería de Arte del Herbert en Coventry, en Battersea Centro de arte y otra vez en el Centro de África. En 1988 Eddie Cuartos comisarió la exposición Arte Negro: Trazando el recorrido.
La crítica del grupo al racismo institucional en el mundo de arte británico era parte del ímpetu que condujo a La Otra Historia, un mapeo  seminal de artistas africanos y asiáticos en la galeria londinense Hayward  en 1989, así como a la creación  de la Asociación de Fotógrafos Negros y el establecimiento de Iniva, el Instituto de Artes visuales Internacionales. Piper y Cuartos continuaron, transformándose en  educadores, escritores y curadores.

## Evaluación crítica
Eddie Cuartos ha argumentado que a pesar de su creatividad indudable y pertinencia social, el grupo adoleció la carencia general de la atención crítica seria  a los  artistas negros por parte de los medios de comunicación  y los críticos consumidos  británicos. No obstante, su entusiasmo y compromiso al hacer el arte pertinente a la vida diaria aseguró una influencia fuerte en la generación ulterior de artistas británicos negros incluidos YBAs como Chris Ofili y Steve McQueen, ganadores del Premio Turner, quienes mantuvieron un compromiso político en su trabajo.

## Otros artistas asociados con el BLK Grupo de Arte
- Faisal Abdu'allah - Consiguiente.
- David A. Bailey - Contemporáneo.
- Sonia Boyce - Contemporáneo.
- Denzil Forrester - Contemporáneo.
- Godfried Donkor - Consiguiente.
- Lubaina Himid - Contemporáneo.
- Claudette Johnson - Contemporáneo.
- Tam Joseph- Forerunner/contemporáneo.
- Virginia Nimarkoh - Contemporáneo.
- Pitika Ntuli - Forerunner/Contemporáneo.
- Eugene Palmer - Contemporáneo.
- Mark Sealy - Contemporáneo.
- Maud Sulter (1960-2008) - Contemporáneo.

## Lectura adicional
- Julia Ann Paige Abraham, "Transformación y Defiance en el Establecimiento de Arte: Mapeo el Exhibition del BLK Grupo de Arte (1981-1983)". Tesis, Universidad de Birmingham.

- Datos: Q16239134